# Coppa di Francia 1998 (ciclismo)
La Coppa di Francia di ciclismo 1998, settima edizione della competizione, si svolse dal 21 febbraio al 1º ottobre 1998, in 18 eventi tutti facenti parte del circuito UCI. Fu vinta dal francese Pascal Lino della BigMat, mentre il miglior team fu Casino.

## Calendario
| Corsa | Data         | Evento                                  | Vincitore              | Squadra         |
| ----- | ------------ | --------------------------------------- | ---------------------- | --------------- |
| 1     | 21 febbraio  | Tour du Haut-Var (1998)                 | Laurent Jalabert       | Once            |
| 2     | 22 febbraio  | Classic Haribo (1998)                   | Lauri Aus              | Casino          |
| 3     | 22 marzo     | Cholet-Pays de Loire (1998)             | Jaan Kirsipuu          | Casino          |
| 4     | 3 aprile     | Route Adélie (1998)                     | Jaan Kirsipuu          | Casino          |
| 5     | 5 aprile     | Grand Prix de la Ville de Rennes (1998) | Pascal Chanteur        | Casino          |
| 6     | 14 aprile    | Parigi-Camembert (1998)                 | Pascal Lino            | BigMat          |
| 7     | 22 aprile    | La Côte Picarde (1998)                  | Mauro Zinetti          | Team Polti      |
| 8     | 23 aprile    | Grand Prix de Denain (1998)             | Jaan Kirsipuu          | Casino          |
| 9     | 26 aprile    | Tour de Vendée (1998)                   | Marco Antonio Di Renzo | Cantina Tollo   |
| 10    | 3 maggio     | Trophée des Grimpeurs (1998)            | Pascal Hervé           | Casino          |
| 11    | 31 maggio    | Boucles de Seine Saint-Denis (1998)     | Tony Bracke            | Collstrop       |
| 12    | 6 giugno     | Classique des Alpes (1998)              | Laurent Jalabert       | Once            |
| 13    | 20 giugno    | À travers le Morbihan (1998)            | Laurent Desbiens       | Cofidis         |
| 14    | 30 agosto    | Grand Prix de Ouest-France (1998)       | Pascal Hervé           | Festina         |
| 15    | 13 settembre | Grand Prix de Fourmies (1998)           | Luca Mazzanti          | Cantina Tollo   |
| 16    | 20 settembre | Grand Prix d'Isbergues (1998)           | Stéphane Cueff         | Mutuelle        |
| 17    | 27 settembre | Polymultipliée de l'Hautil (1998)       | Emmanuel Magnien       | Franç. des Jeux |
| 18    | 1º ottobre   | Parigi-Bourges (1998)                   | Ludo Dierckxsens       | Lotto-Mobistar  |